# Teorema de representación conforme de Riemann

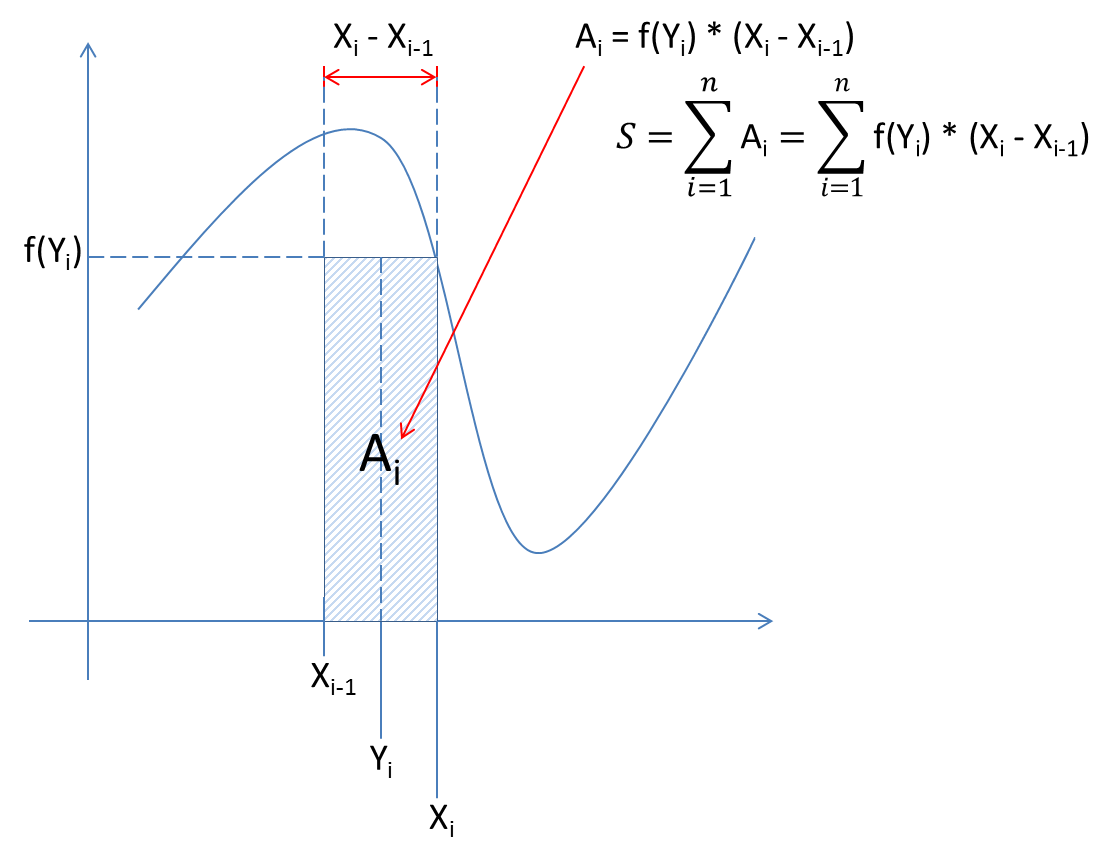
Teorema de los mapas de Riemann.

En análisis complejo el teorema del mapeo de Riemann o teorema de representación conforme de Riemann establece que dado un dominio del plano complejo simplemente conexo cuya frontera contenga al menos un punto, existe una aplicación holomorfa y biyectiva de dicho dominio sobre el disco unidad.
Tiene una relación inversa con la geometría hiperbólica de Lobachebski.
El teorema se debe al matemático Bernhard Riemann quien lo enunció en su tesis doctoral de 1851 sobre funciones de variable compleja.
- Datos: Q927051
- Multimedia: Riemann mapping / Q927051